# 나비잠
나비잠(Navizam)은 대한민국의 4인조 혼성 밴드이다.

## 구성원
- 고소귤 - 보컬
- 이경조 - 기타
- 양광섭 - 플루트
- 이찬희 - 퍼커션

## 음반

### EP
- 노래는 우리 편_Song Is For Us! (2011년 6월 23일)

## 공연
- 첫 단독공연 야간비행 - 2011년 8월 13일, 카페 살롱 드 라소시에